# 上田盆地
上田盆地（うえだぼんち）は、長野県東部（東信地方）、千曲川中流域に位置する盆地で、地学的には第四紀の構造運動により生じた構造盆地。現在は、ほぼ全域が上田市に属する。上田平（うえだだいら）と呼ばれることもあり、盆地の西半部は特に塩田平（しおだだいら）と呼ばれる。上田盆地は、長野県歌として知られる「信濃の国」に挙げられる「四つの平」には含まれていないが、佐久平（佐久盆地）とともに東信地方の中核をなす平坦地（平）の1つである。

## 地形

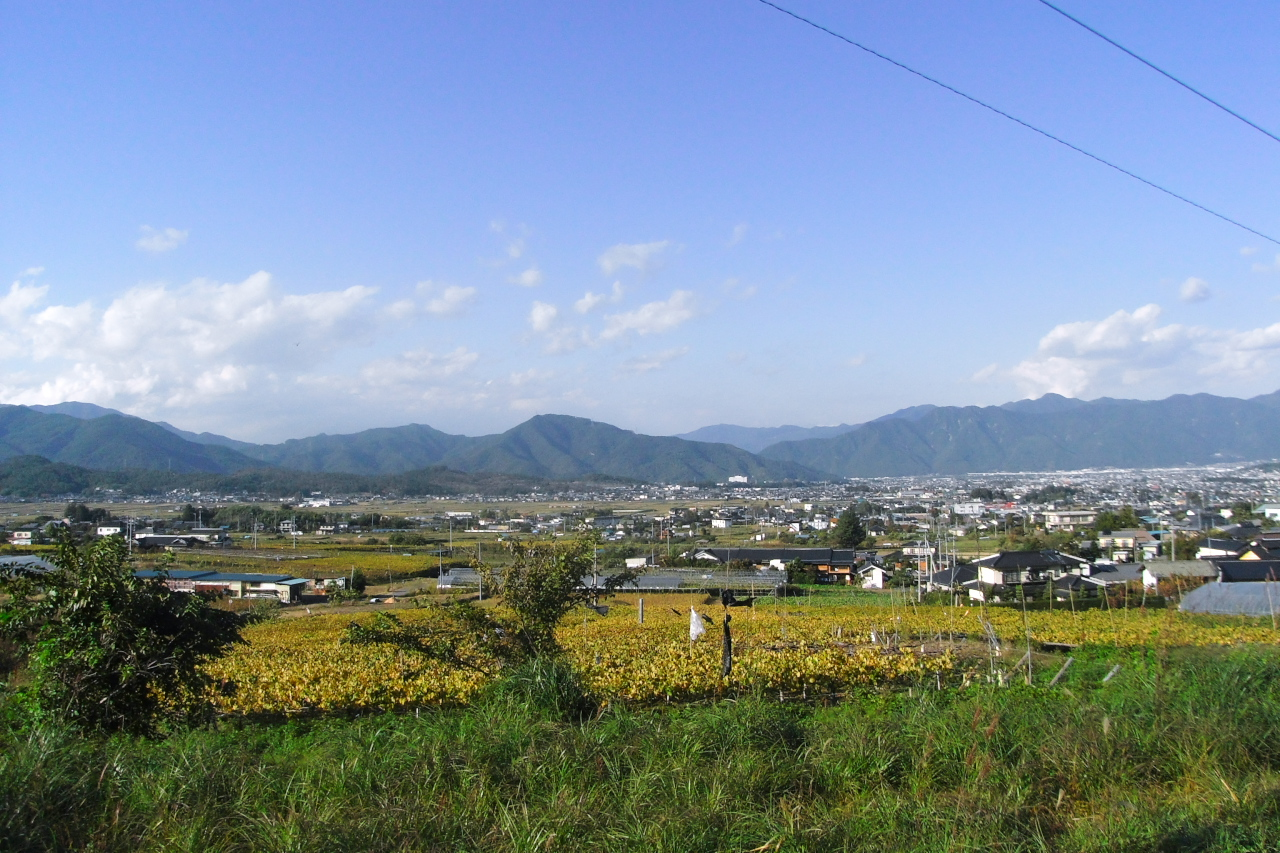
塩田平の南部から北東方向

盆地の東部を南東から北西方向に千曲川が貫流する。南東では、東の烏帽子火山群の裾野と、南の北八ヶ岳から流下した火山噴出物や泥流によって形成された台地である御牧ヶ原や八重原とに挟まれた狭隘部で上流側の佐久盆地と区分され、北西では坂城から千曲市（旧戸倉）にかけての狭隘部（地名：岩鼻）を経て下流の長野盆地に続く。千曲川右岸では扇状地起源の段丘地形が発達し、上田城を中心とする上田市の中心市街地もこうした段丘上に位置する。
千曲川左岸からは浦野川（うらのがわ）と産川（うぶがわ、さんがわ）が北流して上田市下塩尻付近で千曲川に合流するが、産川と千曲川の間には低位段丘とそれに続く山地があって、千曲川沿いの盆地東部と浦野川・産川によって形成された盆地西部とを分ける。「塩田平」と呼ばれるのは、この西側の盆地、特に産川沿いの平坦地である（上田盆地全体を「塩田平」と呼ぶわけではない）。塩田平は、かつて湖であったものが産川や浦野川によって埋め立てられたものと考えられている。

## 地層

### 岩鼻

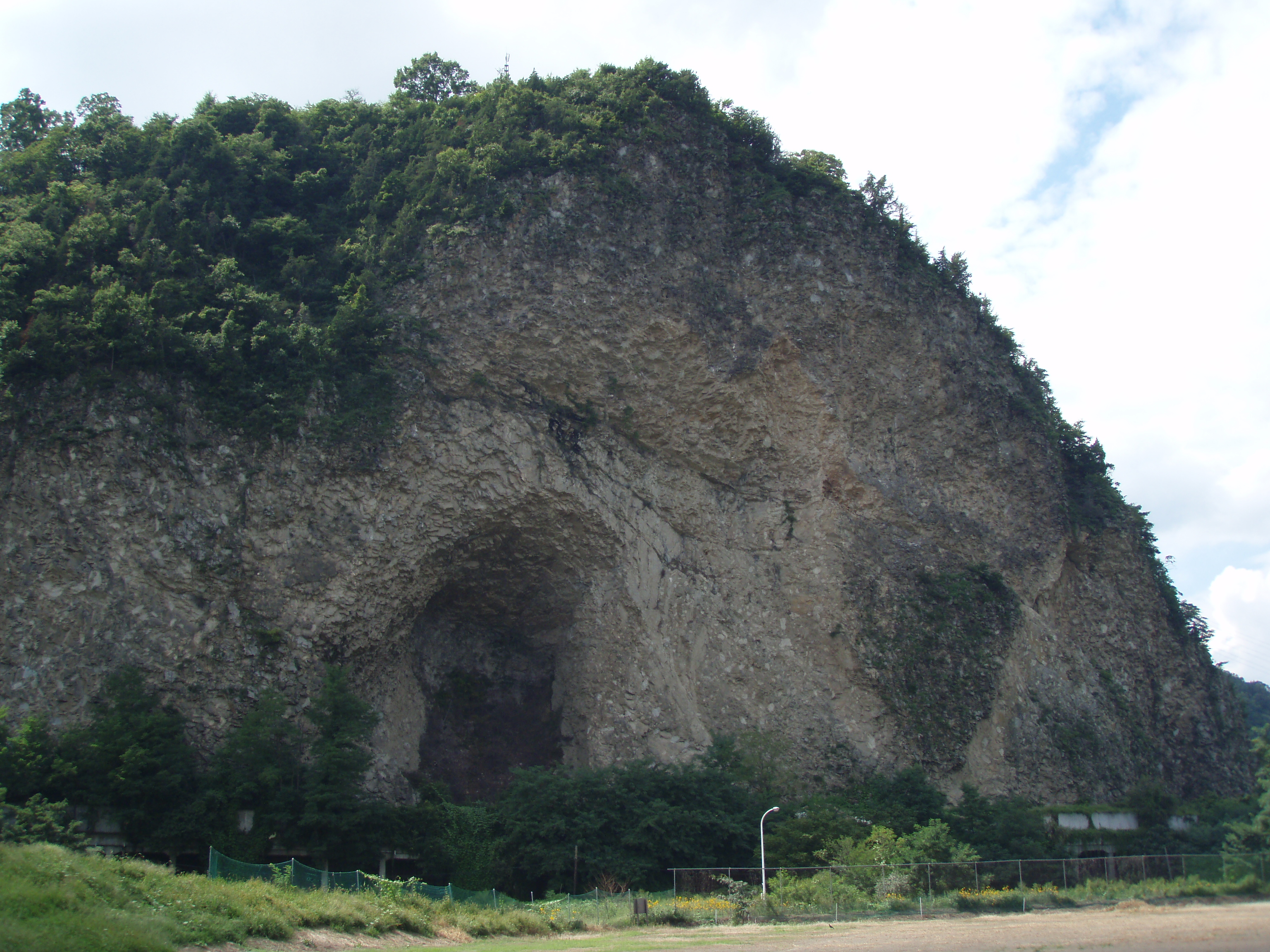
岩鼻
千曲川河川敷から半過方向を望む

河川敷と両側にある岩体（山）の標高差は、約 100mで、左岸側の崖の上は別所層に貫入してきた石英角閃石ひん岩で構成されている。頂上部は平坦でかつての千曲川によって堆積した河床礫を見ることが出来る。右岸側は内村累層の緑色凝灰岩で構成されている。右岸と左岸は全く異なる地質で、千曲川断層と呼ばれる断層の存在が示唆されている。坂城町にかけての左岸側は千曲川に沿って急峻な斜面が直線状に続いている。

### 上田市小泉地区

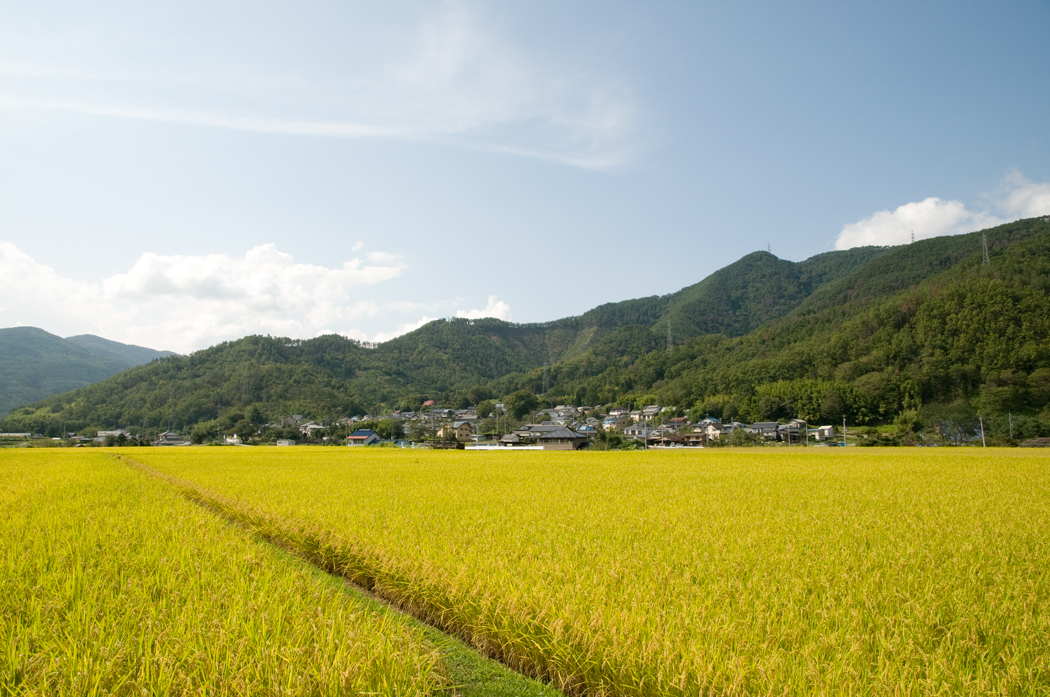
小泉地区

別所層は、安曇野市田沢、松本市四賀、上田市別所温泉、同真田、坂城町、千曲市戸倉、長野市松代、須坂市付近に分布し、フォッサマグナが激しい火山活動をしていた時期に形成された緑色凝灰岩が堆積した後の、火山活動と地殻変動の比較的穏やかだった時期に海底に堆積した頁岩、黒色泥岩、を主とする地層。約1,500万年前の地層で別所層を構成する層の一つの産山層からは、有孔虫、魚類、植物、軟体動物（二枚貝）、などの化石が豊富に産する。ほぼ全身骨格の「シナノイルカ」の化石が発見されたこともあり、長野県の天然記念物に指定されている。松本市四賀ではクジラ、海獣のトドなどの化石も産出する。
シナノイルカ
1934年5月16日、上田市泉田区小泉地区の河川工事中に発見され、旧京都帝国大学地質学部 槙山次郎により命名。体長約1.2m。

### 上小湖成層
新生代の第四紀には上田盆地は湖の底であった。この湖成層は形成された時代により、古期上小湖成層と新期上小湖成層に区分される。古期上小湖成層は上田盆地の周辺部のやや高い部分に分布し、新期上小湖成層は盆地中央部の低地や塩田平の川沿いなどで露出している。新期上小湖成層は、2万8000年前という値が得られ、塩田平の地層からナウマンゾウの化石が出土した。

## 活断層と地震

### 活断層
千曲川及び周辺山地からの流入河川により堆積物（扇状地堆積物を含む）と西側に位置する焼岳や周辺火山の火山性堆積物に厚く覆われているがいくつかの断層が確認できる。2019年に神川沿いに発見された活断層露頭は、約200年前に発生した地震との関連性が報告されている。

### 上田地域を震源とする地震
但し、浅間山の火山活動と連動して発生したと考えられる地震は除外した。
- 1912年8月17日 23時22分。死者無し、土塀・石垣崩壊6。震源は上田市漆戸付近、東経138.3゜ 北緯36.4゜、M - 5.1[8]
- 1986年8月24日 11時34分。長野県小県郡丸子町付近を震源とし M - 4.9[9][10]